# Willem Slijkhuis
Willem Slijkhuis (13. ledna 1923 Leiden – 28. června 2003 Badhoevedorp) byl nizozemský atlet, mistr Evropy v běhu na 1500 metrů z roku 1950.

## Sportovní kariéra
Svoji sportovní kariéru zahájil krátce po druhé světové válce. Na mistrovství Evropy v Oslu v roce 1946 vybojoval stříbrnou medaili v běhu na 5000 metrů. Z olympiády v Londýně v roce 1948 si dovezl dvě bronzové medaile – první získal v běhu na 5000 metrů, druhou ve finále na 1500 metrů. Na mistrovství Evropy v Bruselu v roce 1950 startoval pouze v běhu na 1500 metrů, ve kterém zvítězil časem 3:47,2. Jeho osobní rekord na této trati 3:43,8 pochází z roku 1951. Během své sportovní kariéry se stal celkem osmnáctkrát mistrem Nizozemska.